# Escola de Aperfeiçoamento de Oficiais
A Escola de Aperfeiçoamento de Oficiais (EsAO) é uma das unidades educacionais do Exército Brasileiro e tem por objetivo "aperfeiçoar Capitães do Exército Brasileiro, habilitando-os a comandar e integrar o Estado-Maior de Organizações Militares".
Além dos oficiais do Exército Brasileiro, a EsAO também aperfeiçoa oficiais da Marinha do Brasil (Fuzileiros Navais) e estrangeiros. É conhecida como "A Casa do Capitão", e está localizada à Av. Duque de Caxias 2071, da cidade do Rio de Janeiro.

## Histórico
A Escola de Aperfeiçoamento de Oficiais foi criada pelo Decreto Federal de número 13 451 de Janeiro de 1919 e fundada em 08 de Abril de 1920, pelo então Ministro da Guerra Dr João Pandiá Calógeras. Inicialmente a Escola foi instalada no Quartel do extinto 1º Regimento de Artilharia Montada, depois 1º Grupo de Artilharia de Campanha Autopropulsado - "Regimento Floriano" e atualmente instalações de cavalaria. Após 04 anos de funcionamento, em sua sede provisória, a Escola foi transferida para o atual aquartelamento, recebendo naquele ano de 1924, cento e oitenta Oficiais-Alunos.

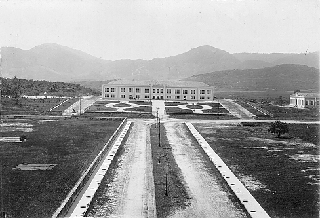
Escola de Aperfeiçoamento de Oficiais em 1924.

## O Curso
O Curso de Aperfeiçoamento de Oficiais (CAO) é realizado na Escola de Aperfeiçoamento de Oficiais (EsAO), em dois anos, sendo o segundo presencial, por todos os oficiais do Exército Brasileiro formados na AMAN (Academia Militar das Agulhas Negras), ao atingirem o posto de Capitão. Os Oficiais Médicos também realizam uma pequena fase presencial na EsAO, e os Oficiais do Quadro Complementar de Oficiais (QCO) e Quadro de Engenheiros Militares (QEM) fazem o seu aperfeiçoamento apenas à distância.
Para os Oficiais da AMAN, o CAO desenvolver-se-á, ao mesmo tempo, para duas ou mais turmas distintas da seguinte forma:
a) Primeiro ano: Com duração de 40 semanas (720 horas);
- forma de ensino: ensino a distância;
- regime de trabalho:
  - ensino: 400 horas distribuídas em 40 semanas (10 h/semana – 2 h/dia);
  - prática controlada: 320 horas distribuídas em 40 semanas (8 h /semana).

b) Segundo ano: Duração de 41 semanas (1 640 horas);
- forma de ensino: formal presencial;
- regime de trabalho: 40 horas por semana distribuídas de acordo com o cronograma geral.